# Alena Nieumiarżycka
Alena Nieumiarżycka Алена Неўмяржыцкая (ur. 27 lutego 1980) – białoruska lekkoatletka, sprinterka.
Zajęła siódme miejsce w biegu na 60 metrów podczas halowego czempionatu Starego Kontynentu w Madrycie (2005). W 2005 zdobyła, wraz z koleżankami, brązowy medal mistrzostw świata w sztafecie 4 x 100 metrów, ustanawiając aktualny rekord kraju. Rok później, sięgnęła w tej konkurencji także po brązowy medal mistrzostw Europy. W 2010, podczas mistrzostw kraju w Grodnie, zwyciężyła w biegu na 100 metrów, ustanawiając rekord życiowy i najlepszy rezultat w Europie w owym sezonie (pomiar czasu tego biegu budzi jednak wątpliwości, co do spełnienia międzynarodowych standardów). Reprezentantka Białorusi w zawodach pucharu Europy oraz drużynowego czempionatu Starego Kontynentu.

## Rekordy życiowe
- bieg na 100 m - 11,05 (2010)
- bieg na 200 m - 22,99 (2006)
- bieg na 60 m - 7,15 (2005)
- bieg na 200 m (hala) - 23,29 (2006)
- sztafeta 4 x 100 metrów - 42,56 (2005, rekord Białorusi)